# Charlois
Charlois (uitspraak sjaarloos (klemtoon op eerste lettergreep) /'ʃaːrloːs/ (Standaardnederlands), /'ʃaːɻlɜus/ (Rotterdams dialect)) is een stadsdeel van de gemeente Rotterdam op de zuidelijke Maasoever. Op 1 januari 2024 telde het 70.498 inwoners op een oppervlakte van 11,36 km².

## Geschiedenis
De eerste (primitieve) bewoning in Charlois gaat terug tot voor het jaar 1200. In 1458 wordt het gebied "De Reijerwaard" waar Charlois in ligt, door Filips van Bourgondië aan zijn zoon Karel de Stoute geschonken. In 1462 gaf Karel de Stoute het bestuur in handen van Matteys de Buyser, IJsbrand Uyt ten Hage, Arend van der Woude en Anthony Michelsz van Eversdijck. Zij kregen toestemming de grond te bedijken. In dezelfde akte werd bepaald dat de ingedijkte grond “voortaen heten sal ’t land van Charollais". Deze naam is afkomstig van het graafschap Charolais in het huidige Frankrijk dat ook in het bezit van Karel de Stoute was.

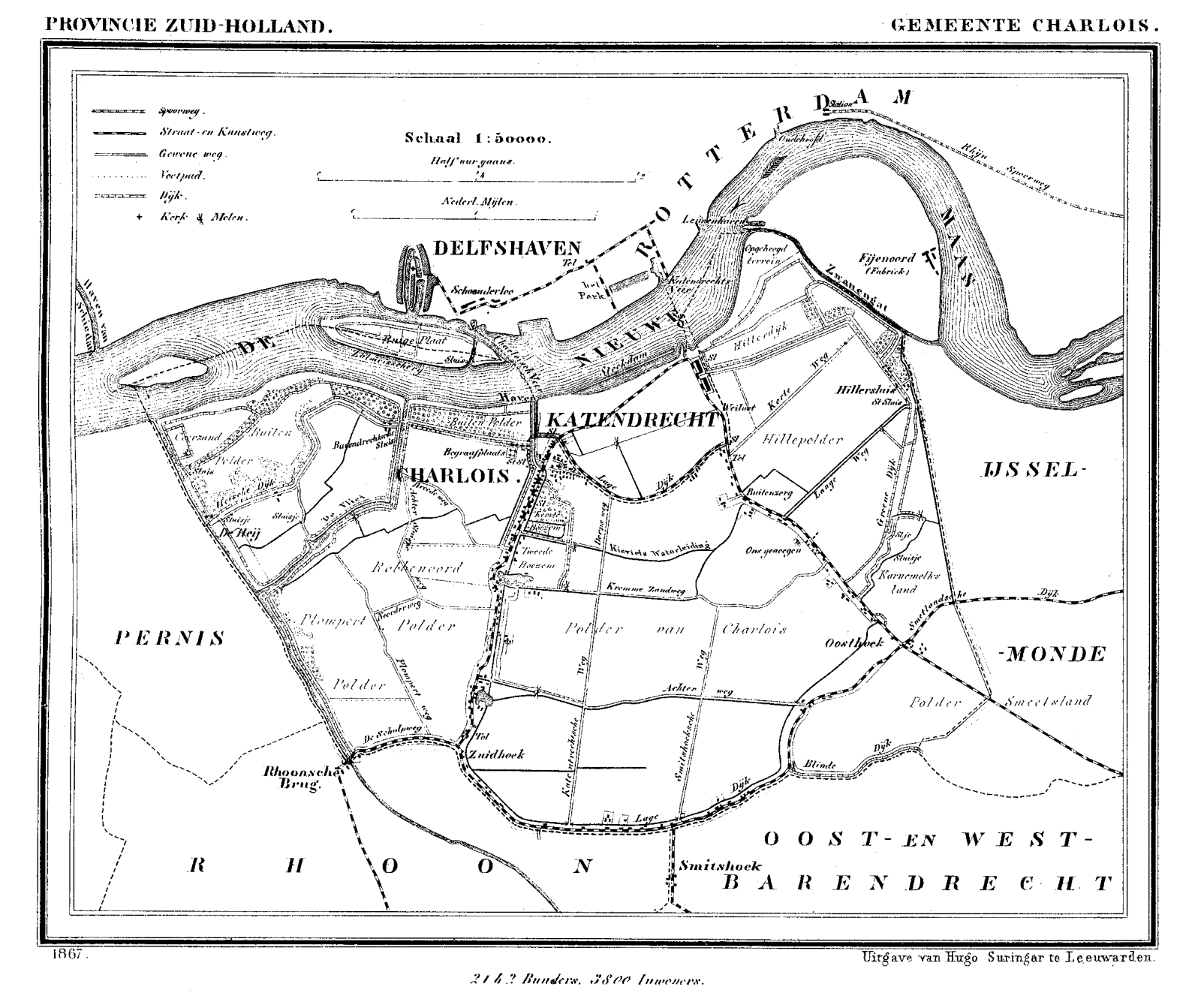
De gemeente Charlois in 1867

In 1895 werd de gemeente Charlois geannexeerd door Rotterdam, dat onmiddellijk op grote schaal havens ging aanleggen in het voorheen agrarische gebied.
Charlois was tot 2014 een deelgemeente en daarna tot 2022 een bestuurscommissiegebied binnen de gemeente Rotterdam. Sinds 2022 is de lokale zeggenschap verdeeld over vijf gekozen wijkraden.

In het oosten van Charlois ligt winkelcentrum Zuidplein en evenementenhal Ahoy.

## Wijken
Charlois kan worden opgedeeld in de volgende wijken:
- Carnisse
- Charlois Zuidrand
- Heijplaat
- Oud-Charlois
- Pendrecht
- Tarwewijk
- Wielewaal
- Zuidwijk
- Zuidplein

## Wijkraden
Als deelgemeente is Charlois in 2014 opgeheven; ook de daarna geïnstalleerde gebiedscommissie bestaat niet meer. De gemeente Rotterdam ging in 2022 over op een stelsel van eenmaal per vier jaar gekozen wijkraden. Charlois kent vijf wijkraden: 
- Carnisse - Zuiderpark - Zuidplein
- Heijplaat
- Oud-Charlois - Wielewaal
- Pendrecht - Zuidwijk
- Tarwewijk

## Vervoer
In Charlois liggen de metrostations Slinge, Zuidplein en Maashaven, het eindpunt (Kromme Zandweg) van tramlijn 2, het eindpunt van bus 70 (Garage Sluisjesdijk) en over de Slinge gaat tram 5 naar de Barendrechtse Vinex-wijk Carnisselande.

## Geboren
- Frederika Broeksmit (1875-1945), kunstenares